# Liste der preußischen Gesandten im Osmanischen Reich
Liste der preußischen Gesandten im Osmanischen Reich.

## Gesandte
1756: Aufnahme diplomatischer Beziehungen
| Name                                                                           | Bild                                                                           | Amtszeit                                                                       | Anmerkungen                                                                    |
| außerordentliche Gesandte und bevollmächtigte Minister des Königreichs Preußen | außerordentliche Gesandte und bevollmächtigte Minister des Königreichs Preußen | außerordentliche Gesandte und bevollmächtigte Minister des Königreichs Preußen | außerordentliche Gesandte und bevollmächtigte Minister des Königreichs Preußen |
| ------------------------------------------------------------------------------ | ------------------------------------------------------------------------------ | ------------------------------------------------------------------------------ | ------------------------------------------------------------------------------ |
| Karl Adolf von Rexin                                                           |                                                                                | 1756–1765                                                                      |                                                                                |
| außerordentliche Gesandte und bevollmächtigte Minister des Königreichs Preußen |                                                                                |                                                                                |                                                                                |
| Ludwig Senfft von Pilsach (* 1774; † 1853)                                     |                                                                                | 1806–1807                                                                      | nicht akkreditiert                                                             |
| Heinrich Wilhelm von Werther (* 1772; † 1859)                                  |                                                                                | 1810–1812                                                                      |                                                                                |
| Michele Bosgiovich                                                             |                                                                                | 1812–1815                                                                      |                                                                                |
| Adam Friedrich Senfft von Pilsach (* 1763; † 1838)                             |                                                                                | 1815–1817                                                                      |                                                                                |
| Friedrich Heinrich Leopold von Schladen (* 1772; † 1845)                       |                                                                                | 1817–1823                                                                      |                                                                                |
| Alexander von Miltitz (* 1785; † 1843)                                         |                                                                                | 1823–1828                                                                      |                                                                                |
| Karl Wilhelm von Canitz und Dallwitz (* 1787; † 1850)                          |                                                                                | 1828–1829                                                                      |                                                                                |
| Camille von Royer-Lühnes (* k. A.; † 1830)                                     |                                                                                | 1828–1830                                                                      |                                                                                |
| Friedrich von Martens (* 1778; † 1859)                                         |                                                                                | 1831–1835                                                                      |                                                                                |
| Hans Karl Albrecht von Königsmarck (* 1799; † 1876)                            |                                                                                | 1835–1842                                                                      |                                                                                |
| Emil Gustav von Le Coq (* 1799; † 1880)                                        |                                                                                | 1842–1847                                                                      |                                                                                |
| vakant                                                                         |                                                                                | 1847–1850                                                                      |                                                                                |
| Albert von Pourtalès (* 1812; † 1861)                                          |                                                                                | 1850–1852                                                                      |                                                                                |
| Louis von Wildenbruch (* 1803; † 1874)                                         |                                                                                | 1852–1857                                                                      |                                                                                |
| Robert Heinrich Ludwig von der Goltz (* 1817; † 1869)                          |                                                                                | 1859–1862                                                                      |                                                                                |
| Joseph Maria Anton Brassier de Saint-Simon-Vallade (* 1798; † 1872)            |                                                                                | 1862–1869                                                                      |                                                                                |

Ab 1867: Gesandter des Norddeutschen Bunds, ab 1871: Gesandter des Deutschen Reichs